# Onthophagus yujii
Onthophagus yujii es una especie de insecto del género Onthophagus, familia Scarabaeidae, orden Coleoptera.
Fue descrita científicamente por Masumoto, Ochi & Sakchoowong en 2012.